# San Miguel de Corneja
San Miguel de Corneja és un municipi de la província d'Àvila, a la comunitat autònoma de Castella i Lleó. Limita amb Piedrahíta, Mesegar de Corneja, Navaescurial i Villafranca de la Sierra.